# Dimorphomyces myrmedoniae
Dimorphomyces myrmedoniae Thaxt. – gatunek grzybów z rzędu owadorostowców (Laboulbeniales). Pasożyt owadów.

## Systematyka i nazewnictwo
Pozycja w klasyfikacji według Index Fungorum: Dimorphomyces, Laboulbeniaceae, Laboulbeniales, Laboulbeniomycetidae, Laboulbeniomycetes, Pezizomycotina, Ascomycota, Fungi.
Gatunek ten po raz pierwszy opisał w 1900 r. Roland Thaxter na owadzie Myrmedonia flavicornis w Gwatemali.

## Charakterystyka
Grzyb entomopatogeniczny, pasożyt zewnętrzny owadów. Nie powoduje śmierci owada i zazwyczaj wyrządza mu niewielkie szkody. W Polsce Tomasz Majewski opisał jego występowanie w 1994 r. na chrząszczach Myrmechixenus subterraneus z rodziny kusakowatych (Staphylinidae).